# بو ویوم
بو ویوم  (کره‌ای: 부위염; هانجا: 扶尉厭) ژنرال ارتش گوگوریو در زمان سلطنت امپراتور جومونگ بود. جزئیات زیادی در مورد او وجود ندارد، به جز اینکه امپراتور جومونگ او را در سال ۲۸ قبل از میلاد برای تسخیر اوکجه شمالی فرستاد.
مشخص نیست که آیا او موفق به فتح اوکجه شمالی بود یا خیر، اما صرف نظر از این، در طول قرن پنجم، اوکجه به طور کامل توسط امپراتور گوانگ‌گه‌تو بزرگ از گوگوریو تسخیر و ضمیمه شد. همچنین مشخص است که به هنگام حمله بو ویئوم به اوکجه، بانو یوهوا (مادر امپراتور جومونگ ) درگذشت.

## در فرهنگ عامه
- با بازی Yoon Yong-hyun [ko] در سریال تلویزیونی جومونگ محصول شبکه MBC در سال‌های ۲۰۰۶-۲۰۰۷.十九年 夏四月 王子類利自扶餘與其母逃歸 王喜之 立爲太子, 《Samguk Sagi》 concerning Goguryeo, volume 13.